# Liber fondachi
Il Liber fondachi (libro del fondaco) è un registro fiscale pisano compilato tra il 1317 e il 1319 che riporta le entrate fiscali dei possedimenti pisani nella Sardegna nord-orientale. Dopo la cacciata di Nino Visconti (dei guelfi Obertenghi pisani), ultimo giudice di Gallura, a partire dal 1287 (e fino alla conquista aragonese del 1323) la repubblica di Pisa entrò infatti in possesso del giudicato di Gallura, governandolo direttamente attraverso dei rappresentanti che raccoglievano i tributi.
Il Liber contiene informazioni di natura censuaria ed una sorta di bilanci di previsione relativi a futuri ricavi tributari principalmente riferiti ai territori della curatoria di Galtellì; è quindi una sorta di catasto non geometrico, alquanto affine ai defetari introdotti in Sicilia dai Normanni nel XII secolo.
Il documento è conservato a Barcellona, nell'Archivio Generale della Corona di Aragona, regno che a partire dal XIV secolo dominò l'isola, e le prime notizie sulla sua esistenza furono diffuse da V. Salavert y Roca, che nel 1955 ne parlò in un congresso a Cagliari. Successivamente il documento fu oggetto di studio da parte di diversi storici, fra i quali Francesco Artizzu, che ne è lo scrittore più prolifico. Artizzu ha confermato che il Comune di Pisa periodicamente faceva compiere delle rilevazioni fiscali con relative previsioni di entrata [...] nei territori dell'isola ad esso soggetti, rilevazioni che appunto costituiscono il contenuto del Liber.
Circa la conservazione del Liber a Barcellona, ci si chiede intanto come possa esserci giunto. Secondo alcuni studiosi in un primo momento si ipotizzò che fosse stato acquisito dai Catalani, che si apprestavano alla spedizione del 1323 per mezzo di spie. In seguito si considerò che in fondo la resa pisana del 1326 era così temporalmente prossima, e tanto foriera di effetti (con essa infatti Pisa rinunciava all'isola), che ben poteva trattarsi di un semplice passaggio di consegne fra amministrazioni fiscali, così che le sopravvenute potessero costituirsi con qualche base di dati a disposizione. Del resto, pare certo che il testo sia giunto a Barcellona dopo la conquista aragonese, e tale certezza si avrebbe da un inserto di stile iberico (peraltro in lingua catalana) indicante una prima assegnazione feudale di territori; da questo inserto si ricava l'informazione dell'infeudazione di un certo numero di villaggi galluresi, fra i quali Orfili, Balariana e Galtellì, a un tal Miquel Martinez de Pueyo.
Il documento è quindi di rilevante valore come fonte storica per il periodo, sia poiché cita una discreta quantità di insediamenti oggi scomparsi (da valersi anche come spunti di ricerca per l'archeologia), sia perché di ciascuno dei villaggi indica dati dai quali è possibile ricostruire - con ragionevole approssimazione - il numero dei "fuochi" (nuclei familiari) e, nel succedersi delle annualità, l'andamento demografico.
Circa la lettura e l'interpretazione del Liber, infatti, dal momento che il riferimento censuario è per fuoco, cioè per nucleo familiare, si è posto il problema di far corrispondere al numero di fuochi un attendibile numero di abitanti. A questo computo sono di ostacolo diversi fattori: in primo luogo, molti abitanti non erano registrati, non solo perché il Liber stesso costituisce localmente una sorta di primo censimento (in mancanza di intenti di anagrafe), ma anche perché per le più varie ragioni molti abitanti, specialmente i bambini, venivano sottratti alla formalizzazione della condizione servile, in fondo utile solo a pagar tasse e rispondere frequentemente alla coscrizione. Su questo aspetto potevano giocare un ruolo l'isolamento geografico dei villaggi e la dispersione insediativa, così come la conseguente possibilità pratica di vivere non troppo nascostamente senza controlli amministrativi e senza quindi pagare gabelle. Inoltre, il Liber enumera, oltre ai fuochi (690 in totale per tutta l'area osservata dal registro), anche i contribuenti, ma il rapporto fra fuochi e contribuenti, in genere espresso da numeri abbastanza vicini, non è mai stato soddisfacentemente spiegato. Il Meloni suggerisce che possa doversi sottrarre la quota degli abitanti esenti da tassazione, sebbene i contribuenti siano in genere più dei fuochi. Ma anche l'Artizzu, nel provare a calcolare gli abitanti indicando un numero medio di 5 abitanti per fuoco (che darebbe un totale di 3 450 abitanti nell'area censita), non omette di chiarire la limitata attendibilità del dato.
Più utilmente, il Liber fornisce informazioni su proporzioni, qualità e produttività delle colture, nonché sui confini dei territori. Si apprende ad esempio della grande produzione di cereali, che per esempio nella piana di Posada era la coltura prevalente ed impiegava ogni anno 754 quarre, pari a circa 19 metri cubi, di grano per la semina. I dati cerealicoli possono poi essere ulteriormente elaborati per estrarne, villaggio per villaggio, un indice di resa che Artizzu ha rilevato come mediamente non superiore ad un quinto, supponendo una produzione complessiva per l'area censita di 1996 quintali l'anno. Fra le altre coltivazioni, rilevavano quella della vite e quella arboricola. Gli alberi da frutto erano principalmente piante come, in ordine descrescente, fico, mandorlo, cotogno, melo, noce e pero. Data la menzione, si presume che anche il rovo di mora fosse, se non coltivato, almeno oggetto di raccolto.
Del bosco il Liber insegna che veniva in genere ritenuto di gran valore come riserva di caccia, mentre il bosco ghiandifero valeva per il pascolo dei suini. Oltre alla tradizionale pastorizia di ovini, vi era allevamento di equini e bovini. In una misura non irrilevante, vi era anche diffusa coltura ad orto. Nelle numerose zone palustri si praticava la pesca in acqua dolce, mentre in vicinanza della costa diverse saline provvedevano il territorio di sufficiente sale, altrimenti di assai costosa importazione.
Da ultimo, il Liber fornisce anche interessanti apporti sui toponimi, registrando per il periodo di interesse le dizioni in uso (certamente dovendone detrarre le imprecisioni di trascrizione, essendo la maggior parte di essi di lingua sarda). E a parte le nomenclature, ci sono dati che consentono di stabilire l'evoluzione, ad esempio per Olbia (che proprio in periodo pisano prese il nome di Terranova) ed Orosei, da villa, cioè ordinario piccolo aggregato, a borgo di nuova strutturazione amministrativa, in rango di comune; la stessa Nuoro trova nel Liber la sua prima traccia documentale.
Nel passaggio dall'amministrazione pisana a quella aragonese, i dati del Liber erano passati tal quali, ma già nel 1355 una deputazione di sardi depositò una petizione al re Pietro IV per ottenere ciò che oggi si chiamerebbe "revisione degli estimi", fondando l'istanza sulla considerazione che dal tempo dei rilevamenti pisani si erano nel frattempo verificati drastici cali demografici (per guerre ed epidemie), carestie ed altri problemi ostacolanti la produzione tali nell'insieme da rendere la tassazione iniqua. I dati del Liber fondachi furono revisionati nel 1358. Con la revisione, fu redatto il documento che costituisce il seguito ideale del Liber, il Compartiment de Sardenya.